# يوتيوب تي في
يوتيوب تي في (بالإنجليزية: YouTube TV)‏ هي خدمة بث تلفزيوني مباشر تقدم بث تلفزيوني مباشر وفيديو حسب الطلب و DVR المستندة إلى السحابة من أكثر من 85 شبكة تلفزيونية، بما في ذلك شبكات البث الثلاث الكبرى و PBS في معظم الأسواق. وهي مملوكة لشركة يوتيوب، وهي شركة تابعة لشركة جوجل، وهي متوفرة فقط في الولايات المتحدة.
تم إطلاق YouTube TV في 28 فبراير 2017، وهو الشريك المقدم للبطولة العالمية ونهائيات الدوري الاميركي للمحترفين. اعتبارًا من يناير 2021؛ قبل عام واحد، كان لدى YouTube TV أكثر من 3 ملايين مشترك.

## وصلات خارجية
- الموقع الرسمي